# フレデリック・オーペン・バウワー

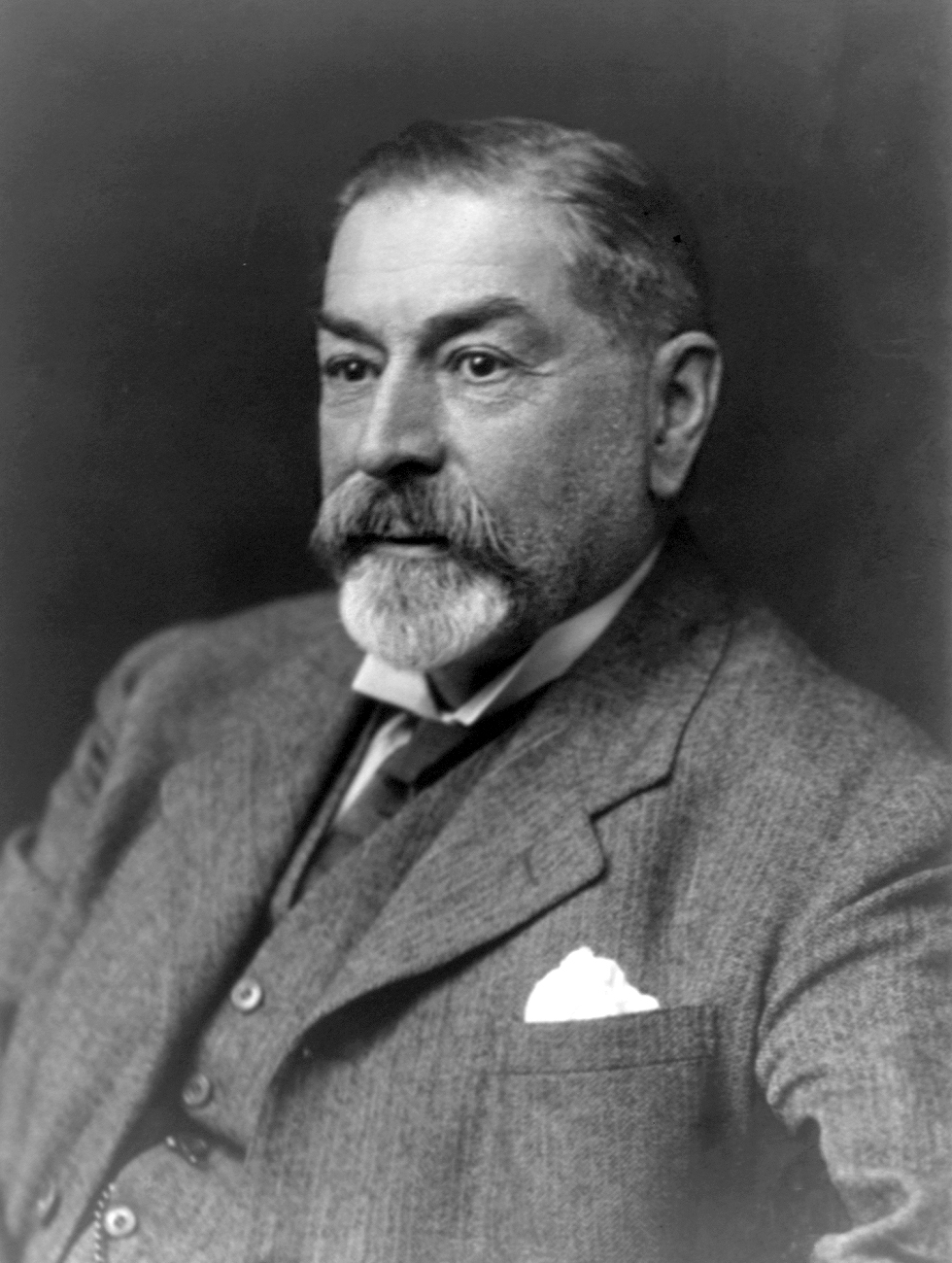
200px{Frederick Orpen Bower

フレデリック・オーペン・バウワー（Frederick Orpen Bower, 1855年11月4日 - 1948年4月11日）は、イギリスの植物学者である。

## 生涯
ヨークシャー州のリポン (Ripon) で生まれた。ケンブリッジ大学のトリニティ・カレッジを卒業した後、ドイツのヴュルツブルク大学でユリウス・フォン・ザックスに学び、ストラスブール大学でアントン・ド・バリーに学んだ。1880年から1885年の間、ロンドン大学でトマス・ヘンリー・ハクスリーの助手を務め、1885年から1925年まで、グラスゴー大学の植物学のレジウス教授職に就任した。シダ類などの進化の初期段階の地上植物の生殖などの生活史や進化についての研究で業績をあげた。
1891年に王立協会フェローに選ばれ、1909年にリンネ・メダルを受賞し、1938年に王立協会のダーウィン・メダルを受賞した。

## 著書
- The Origin of a Land Flora. 1908.
- The Ferns. 3 Bände, 1923–1928.
- Size and Form in Plants. 1930.
- Primitive Land Plants. 1935.